# Pseudochthonius heterodentatus
Espèce
Pseudochthonius heterodentatus est une espèce de pseudoscorpions de la famille des Chthoniidae.

## Distribution
Cette espèce se rencontre à Trinité-et-Tobago, au Brésil et en Colombie,.

## Description
Les mâles mesurent de 1,4 à 1,45 mm et la femelle 1,6 mm.

## Publication originale
- Hoff, 1946 : Three new species of Heterosphyronid Pseudoscorpions from Trinidad. American Museum Novitates, no 1322, p. 1-13 (texte intégral).